# Várzea da Palma (kommun)
Várzea da Palma är en kommun i Brasilien.   Den ligger i delstaten Minas Gerais, i den sydöstra delen av landet, 400 km sydost om huvudstaden Brasília. Antalet invånare är 35 804.
Följande samhällen finns i Várzea da Palma:
- Várzea da Palma

Omgivningarna runt Várzea da Palma är huvudsakligen savann. Runt Várzea da Palma är det glesbefolkat, med 17 invånare per kvadratkilometer.